# SN 1995B
SN 1995B – supernowa typu II odkryta 6 stycznia 1995 roku w galaktyce A071733+2149. W momencie odkrycia miała maksymalną jasność 19,00m.